# Mudbound (filme)
Mudbound (bra: Mudbound - Lágrimas sobre o Mississippi; prt: Mudbound - As Lamas do Mississípi) é um filme estadunidense de 2017, do gênero drama, dirigido por Dee Rees, com roteiro dele e Virgil Williams baseado no romance Mudbound, de Hillary Jordan.
Estrelado por Carey Mulligan, Garrett Hedlund, Jason Clarke, Jason Mitchell e Mary J. Blige, o filme estreou no Festival Sundance de Cinema em 21 de janeiro de 2017.

## Elenco
- Carey Mulligan ...... Laura McAllan
- Garrett Hedlund ...... Jamie McAllan
- Jason Clarke ...... Henry McAllan
- Jason Mitchell ...... Ronsel Jackson
- Mary J. Blige ...... Florence Jackson
- Jonathan Banks ...... Pappy McAllan
- Rob Morgan ...... Hap Jackson
- Kelvin Harrison Jr. ...... Weeks
- Claudio Laniado ...... Dr. Pearlman
- Kennedy Derosin ...... Lilly May Jackson

## Prêmios e indicações
| Prêmio             | Categoria                | Recipiente                                                    | Resultado |
| ------------------ | ------------------------ | ------------------------------------------------------------- | --------- |
| Oscar 2018         | Melhor atriz coadjuvante | Mary J. Blige                                                 | Indicado  |
| Oscar 2018         | Melhor roteiro adaptado  | Dee Rees, Virgil Williams                                     | Indicado  |
| Oscar 2018         | Melhor fotografia        | Rachel Morrison                                               | Indicado  |
| Oscar 2018         | Melhor canção original   | Raphael Saadiq, Mary J. Blige, Taura Stinson ("Mighty River") | Indicado  |
| Globo de Ouro 2018 | Melhor atriz coadjuvante | Mary J. Blige                                                 | Indicado  |
| Globo de Ouro 2018 | Melhor canção original   | Raphael Saadiq, Mary J. Blige, Taura Stinson ("Mighty River") | Indicado  |

## Sinopse
Ao voltar para casa após lutar na Segunda Guerra Mundial, dois homens têm que superar os traumas do conflito e ainda enfrentar o racismo dos moradores locais.